# Nickelodeon Kids’ Choice Awards 2018
31. gala Nickelodeon Kids’ Choice Awards odbyła się 24 marca 2018. Prowadzącym galę był John Cena, amerykański wrestler. Gala po raz dziesiąty była transmitowana na kanale Nickelodeon Polska z MTV Polska, a transmisja odbyła się w niedzielę 25 marca 2018.

## Ekipa

### Prowadzący
- John Cena
- Breanna Yde i Ricardo Hurtado (przed właściwym show)

### Asystenci
- Kel Mitchell i Lizzy Greene

### Artyści muzyczni
- JoJo Siwa – "Boomerang"/"Hold The Drama"/"Kid In A Candy Store"
- N.E.R.D – "Lemon"

### Prezenterzy
- Storm Reid
- Hailee Steinfeld
- Nick Cannon
- Kristen Bell
- Grant Gustin
- Channing Tatum
- Zendaya
- Yara Shahidi
- Chloe Kim
- Jack Griffo
- Kira Kosarin
- Mel B
- Heidi Klum
- Ben Schwartz
- Kat Graham
- Brandon Mychal Smith
- Jace Norman
- Laurie Hernandez
- Lilimar
- Owen Joyner
- Daniella Perkins
- John Cena (przebrany za Dona Cenę)
- Jaden Smith

## Nominacje
Nominacje zostały oficjalnie potwierdzone dnia 26 lutego 2017.

### Filmy
| - Piękna i Bestia - Król rozrywki - Strażnicy Galaktyki vol. 2 - Jumanji: Przygoda w dżungli - Pitch Perfect 3 - Spider-Man: Homecoming - Gwiezdne wojny: Ostatni Jedi - Wonder Woman - Ben Affleck jako Bruce Wayne / Batman z filmu Liga Sprawiedliwości - Will Ferrell jako Brad Whitaker z filmu Co wiecie o swoich dziadkach? - Kevin Hart jako Franklin "Mouse" Finbar z filmu Jumanji: Przygoda w dżungli - Chris Hemsworth jako Thor z filmu Thor: Ragnarok - Dwayne Johnson jako dr Smolder Bravestone z filmu Jumanji: Przygoda w dżungli - Chris Pratt jako Peter Quill / Star-Lord z filmu Strażnicy Galaktyki vol. 2 | - Gal Gadot jako Diana Prince / Wonder Woman z filmów Wonder Woman oraz Liga Sprawiedliwości - Anna Kendrick jako Beca Mitchell z filmu Pitch Perfect 3 - Daisy Ridley jako Rey z filmu Gwiezdne wojny: Ostatni Jedi - Zoe Saldaña jako Gamora z filmu Strażnicy Galaktyki vol. 2 - Emma Watson jako Bella z filmu Piękna i Bestia - Zendaya jako Michelle "MJ" Jones z filmu Spider-Man: Homecoming oraz Anne Wheeler z filmu Król rozrywki - Kapitan Majtas: Pierwszy wielki film - Auta 3 - Coco - Gru, Dru i Minionki - Emotki. Film - Fernando - Lego Batman: Film - Smerfy: Poszukiwacze zaginionej wioski |

### Muzyka
| - The Chainsmokers - Coldplay - Fifth Harmony - Imagine Dragons - Maroon 5 - Twenty One Pilots - Luis Fonsi - DJ Khaled - Kendrick Lamar - Bruno Mars - Shawn Mendes - Ed Sheeran - Beyoncé - Selena Gomez - Demi Lovato - Katy Perry - Pink - Taylor Swift - „Despacito (Remix)” – Luis Fonsi i Daddy Yankee ft. Justin Bieber - „HUMBLE.” – Kendrick Lamar - „I’m the One” – DJ Khaled ft. Justin Bieber, Quavo, Chance the Rapper i Lil Wayne - „It Ain’t Me” – Kygo i Selena Gomez - „Look What You Made Me Do” – Taylor Swift - „Shape of You” – Ed Sheeran - „That's What I Like” – Bruno Mars - „Thunder” – Imagine Dragons | - Camila Cabello - Alessia Cara - Cardi B - Noah Cyrus - Khalid - Harry Styles - Black Coffee - BTS - Zara Larsson - Lorde - Maluma - Taylor Swift - The Vamps - "The Backpack Kid"/"Swish Swish", Russell Horning i Katy Perry, Saturday Night Live - "The Lemon Challenge", N.E.R.D - "The Milly Rock", cieszynka Jessego Lingarda - "The Rolex", Ayo & Teo - "The Shoot Dance", BlocBoy JB - "The Stir Fry", Migos |

### Telewizja
| - Teoria wielkiego podrywu - Flash - Pełniejsza chata - Niebezpieczny Henryk - K.C. nastoletnia agentka - Power Rangers Ninja Steel - Stranger Things - Grzmotomocni - Simpsonowie - Jack Griffo jako Max Grzmotomocny z serialu Grzmotomocni - Grant Gustin jako Barry Allen / Flash z serialu Flash - Andrew Lincoln jako Rick Grimes z serialu Żywe trupy - Jace Norman jako Henryk Hart / Niebezpieczny z serialu Niebezpieczny Henryk - Jim Parsons jako Sheldon Cooper z serialu Teoria wielkiego podrywu - William Shewfelt jako Brody Romero z serialu Power Rangers Ninja Steel | - Millie Bobby Brown jako Eleven z serialu Stranger Things - Candace Cameron Bure jako D.J. Tanner-Fuller z serialu Pełniejsza chata - Kaley Cuoco jako Penny z serialu Teoria wielkiego podrywu - Lizzy Greene jako Dawn Harper z serialu Nicky, Ricky, Dicky i Dawn - Kira Kosarin jako Phoebe Grzmotomocna z serialu Grzmotomocni - Zendaya jako K.C. Cooper z serialu K.C. nastoletnia agentka - Alvin i wiewiórki - Harmidom - SpongeBob Kanciastoporty - Młodzi Tytani: Akcja! - Wojownicze Żółwie Ninja |

### Pozostałe kategorie
| - DanTDM - Dude Perfect - Liza Koshy - Markiplier - Miranda Sings - Alex Wassabi - Ayo & Teo - Jack & Jack - Johnny Orlando - Jacob Sartorius - JoJo Siwa - Why Don't We - Just Dance 2018 - Lego Marvel Super Heroes 2 - Mario Kart 8 Deluxe - Minecraft: Java Edition - Star Wars: Battlefront II - Super Mario Odyssey - Jiffpom - itsdougthepug - Juinperfoxx - Nala_Cat - Realdiddykong - RealGrumpyCat 1. |